# سيدي عبد السلام (أزلا)
سيدي عبد السلام هي إحدى مشيخات المملكة المغربية، تتبع جغرافيا لإقليم تطوان وإداريًا لأزلا. يقدر عدد سكانها بـ 3372 نسمة حسب الإحصاء الرسمي للسكان والسكنى لسنة 2004.